# Victor Leydet (préfet)
Pour les articles homonymes, voir Victor Leydet.
Victor Edmond André Leydet (13 février 1910 à Bar-sur-Seine - 11 septembre 1975 à Aix-en-Provence) est un préfet et résistant français.

## Biographie
Petit-fils du député Victor Leydet, il est le fils du préfet Edmond Leydet (1869-1943). 
Diplômé en lettres, il soutient sa thèse de droit en 1938 à l'Université de Paris.

## Carrière
Il intègre le corps de l'administration préfectorale en juillet 1929, comme chef de cabinet de Myrtil Stirn, préfet d'Eure-et-Loir, qu'il retrouvera peu après à la préfecture du Maine-et-Loire. En 1935, il est nommé secrétaire général de la préfecture de la Haute-Saône.
Le 11 mai 1936, il est chef adjoint de cabinet du ministre d'État Maurice Viollette. Après la chute du gouvernement du Front populaire, il réintègre le corps préfectoral comme secrétaire général, chef adjoint de cabinet puis chef de cabinet du préfet d'Eure-et-Loir Albert Heumann.
Lors de la déclaration de guerre en 1939, il est sergent dans le 110e régiment d'infanterie, puis au 55e régiment d'infanterie alpine. Il est fait prisonnier de guerre et incarcéré dans le camp de Longvic en 1940. 
Libéré, il est nommé brièvement sous-préfet de Guingamp, de Beaune, puis de Béthune, avant d'être nommé en juillet 1943 préfet des Hautes-Pyrénées.
À la Libération, il est suspendu de ses fonctions, soupçonné par d'avoir collaboré avec les autorités allemandes. La cour de justice de Douai prononce un non-lieu le 28 août 1945 concernant les soupçons de collaboration. En poste à Tarbes, il aurait fourni des papiers et sauver de la déportation des personnes de confession juive. Il figure parmi les agents du Bureau central de renseignements et d'action (BCRA).
Après la guerre, il travaille dans le secteur privé (Société de surveillance générale en 1946, laboratoires Crépin en 1966, puis président du groupement d'intérêt économique Cerestat en 1970).

## Distinctions honorifiques
- Croix de guerre (21 juin 1940)[6]
- Chevalier de la Légion d'honneur[8]